# Вібгадж'явада
Вібгадж'явада (палі: Vibhajjavāda, санскрит: Vibhajyavāda) — школа буддизму, що ставить за мету вироблення початкових технік для внутрішнього розвитку. Назва походить від «вібгадж'я» (аналіз) і «вада» (ведення, вчення). Згідно вібгадж'яваді перший шлях всередину повинен поєднуватися з аналізом досвіду і критичним дослідженням замість сліпої віри. 
Третій Буддійський Собор схвалив цей аналітичний підхід. Ті підшколи тхеравади, які прийняли цей підхід, перегрупувалися і стали іменувати себе Вібгадж'явадою. З послідовників Вібгадж'явади виросли школи Махішасака, Каш'япа, Дгармагуптака, Тамрапарнія. Найпізнішою школою була
Тхеравада з Шрі-Ланки.
За сингальскою традицією буддизм вібгадж'явади спочатку був принесений на Шрі-Ланку Махіндою в 246 до н. е., його вважають сином Ашокі, саме він приніс на Шрі-Ланку палийський канон.
Не брали участі в соборі Вібгадж'явади представники Махасангхіки, Сарвастівади та Самматії, ці напрямки вважалися єретичними представниками
Вібгадж'явади (згідно твору Катхаваттху).
Школа Тхеравада, яка виникла від цієї школи часто згадується в творі
Магавібгаша сарвастівади, де ведеться також жорстка полеміка з твором Катхаваттху.